# Národní fieldlakrosová liga
Národní fieldlakrosová liga (NFLL) je česká lakrosová soutěž mužů. Probíhá od roku 1992 a organizuje ji Český svaz mužského lakrosu (ČSML). Nejúspěšnější tým soutěže je SK Lacrosse Jižní Město, který získal titul devětkrát. Od roku 2008 funguje NFLL také jako nadnárodní soutěž, účastní se jí také týmy ze Slovenska a Rakouska.

## Konečné pořadí Národní fieldlakrosové ligy
| Ročník | Zlato                   | Stříbro                 | Bronz                    |
| ------ | ----------------------- | ----------------------- | ------------------------ |
| 1992   | SK Lacrosse Jižní Město | TJ Malešice             | LC Plzeň                 |
| 1993   | LC Plzeň                | SK Lacrosse Jižní Město | TJ Malešice              |
| 1994   | TJ Malešice             | LC Plzeň                | SK Lacrosse Jižní Město  |
| 1995   | LC Plzeň                | TJ Malešice             | LC Custodes Radotín      |
| 1996   | TJ Malešice             | LC Plzeň                | SK Lacrosse Jižní Město  |
| 1997   | TJ Malešice             | SK Lacrosse Jižní Město | LC Custodes Radotín      |
| 1998   | TJ Malešice             | LC Custodes Radotín     | SK Lacrosse Jižní Město  |
| 1999   | SK Lacrosse Jižní Město | LC Custodes Radotín     | TJ Malešice              |
| 2000   | LC Custodes Radotín     | TJ Malešice             | SK Lacrosse Jižní Město  |
| 2001   | LC Custodes Radotín     | SK Lacrosse Jižní Město | TJ Malešice              |
| 2002   | TJ Malešice             | SK Lacrosse Jižní Město | LC Plzeň                 |
| 2003   | TJ Malešice             | SK Lacrosse Jižní Město | LC Custodes Radotín      |
| 2004   | SK Lacrosse Jižní Město | TJ Malešice             | LC Custodes Radotín      |
| 2005   | SK Lacrosse Jižní Město | TJ Malešice             | LC Custodes Radotín      |
| 2006   | SK Lacrosse Jižní Město | LC Custodes Radotín     | TJ Malešice              |
| 2007   | LC Custodes Radotín     | SK Lacrosse Jižní Město | LC Custodes Radotín      |
| 2008   | SK Lacrosse Jižní Město | LC Custodes Radotín     | TJ Malešice              |
| 2009   | TJ Malešice             | LC Custodes Radotín     | SK Lacrosse Jižní Město  |
| 2010   | SK Lacrosse Jižní Město | TJ Malešice             | Tricksters Bratislava LT |
| 2011   | TJ Malešice             | SK Lacrosse Jižní Město | LC Custodes Radotín      |
| 2012   | LC Custodes Radotín     | TJ Malešice             | SK Lacrosse Jižní Město  |
| 2013   | SK Lacrosse Jižní Město | LC Custodes Radotín     | Vienna Monarchs          |
| 2014   | LC Custodes Radotín     | SK Lacrosse Jižní Město | TJ Malešice              |
| 2015   | LC Custodes Radotín     | SK Lacrosse Jižní Město | Nationals                |
| 2016   | LC Custodes Radotín     | SK Lacrosse Jižní Město | Tricksters Bratislava LT |

## Týmy v sezoně 2016
| Tým                      | Město      | Vznik |
| ------------------------ | ---------- | ----- |
| LC Custodes Radotín      | Praha      | 1980  |
| SK Lacrosse Jižní Město  | Praha      | 1989  |
| LCC Wolves               | Praha      |       |
| Brno Ravens LC           | Brno       | 2015  |
| Vienna Monarchs          | Vídeň      | 2003  |
| Tricksters Bratislava LT | Bratislava | 2003  |

## Týmy v minulých ročnících NFLL
| Tým               | Město      | Vznik |
| ----------------- | ---------- | ----- |
| TJ Malešice       | Praha      | 1986  |
| LC Plzeň          | Plzeň      |       |
| 1.LHC Kralovice   | Kralovice  | 1992  |
| SIS Storm Smíchov | Praha      | 2004  |
| Nationals         | Bratislava |       |